# Mifflintown (Pennsylvania)
Mifflintown település az Amerikai Egyesült Államok Pennsylvania államában, Juniata megyében, melynek megyeszékhelye is. Lakosainak száma 840 fő (2020. április 1.).

## Népesség
A település népességének változása:

| 2010 | 936 |
| 2020 | 840 |